# 聖羅薩瓜奇皮林
聖羅薩瓜奇皮林（西班牙語：Santa Rosa Guachipilín），是薩爾瓦多的城鎮，位於該國西北部，由聖安娜省負責管轄，面積38.41平方公里，海拔高度550米，2007年人口4,930，人口密度每平方公里128.35人。
14°12′N 89°21′W / 14.200°N 89.350°W